# Mannschaftskader der Chinesischen Mannschaftsmeisterschaft im Schach 2005
Die Liste der Mannschaftskader der Chinesischen Mannschaftsmeisterschaft im Schach 2005 enthält alle Spieler, die in der Chinesischen Mannschaftsmeisterschaft im Schach 2005 mindestens einmal eingesetzt wurden mit ihren Einzelergebnissen.

## Allgemeines
Die Zahl der gemeldeten Spieler war nicht begrenzt. Während die Stadtauswahlen von Tianjin und Hubei in allen Wettkämpfen mit den gleichen fünf Spielern antraten, setzten die Beijing Patriots, die Wenzhou Law School und Macao jeweils acht Spieler ein. Insgesamt kamen 128 Spieler zum Einsatz, von denen 11 die maximale Partienzahl von 28 spielten. Von den Spielern, deren Mannschaften sich für das B-Finale qualifizierten, spielten 16 bei allen 23 Wettkämpfen mit, von den Spielern, deren Mannschaften in der Vorrunde scheiterten, bestritten 19 alle Wettkämpfe der Vorrunde.
Punktbeste Spielerin war Hou Yifan (Shandong Qilu Evening News) mit 20 Punkten aus 28 Partien, jeweils 19,5 Punkte erreichten Shen Yang (Jiangsu Netcom) und Xie Jun (Beijing Patriots), wobei Shen Yang 24 Partien spielte, Xie Jun 25.
Punktbeste Teilnehmerin des B-Finales war Huang Qian (Chongqing Mobile) mit 16 Punkten aus 23 Partien, punktbester Spieler der Mannschaften, die in der Vorrunde scheiterten, war Wang Hao (Heilongjiang Pharmaceuticals) mit 13 Punkten aus 18 Partien.
Shen Siyuan (Wuxi) gewann bei seinen beiden Einsätzen und erreichte damit als einziger Spieler 100 %.

## Legende
Die nachstehenden Tabellen enthalten folgende Informationen:
- Nr.: Ranglistennummer
- Titel: FIDE-Titel zu Saisonbeginn (Eloliste vom April 2005); GM = Großmeister, IM = Internationaler Meister, FM = FIDE-Meister, WGM = Großmeister der Frauen, WIM = Internationaler Meister der Frauen, WFM = FIDE-Meister der Frauen, CM = Candidate Master, WCM = Candidate Master der Frauen
- Elo: Elo-Zahl zu Saisonbeginn (Eloliste vom April 2005), sofern vorhanden
- Nation: Nationalität gemäß Eloliste vom April 2005; CHN = China, FRA = Frankreich, GEO = Georgien, MAC = Macao, NED = Niederlande, QAT = Katar, RUS = Russland, SIN = Singapur, UKR = Ukraine, USA = Vereinigte Staaten
- G: Anzahl Gewinnpartien
- R: Anzahl Remispartien
- V: Anzahl Verlustpartien
- Pkt.: Anzahl der erreichten Punkte
- Partien: Anzahl der gespielten Partien
- Elo-Performance: Turnierleistung der Spieler mit mindestens 5 Partien
- Normen: Erspielte Normen für FIDE-Titel

## Beijing Patriots
| Nr. | Titel | Name                   | Elo  | Nation | G  | R  | V | Pkt. | Partien | Elo-Performance | Normen |
| --- | ----- | ---------------------- | ---- | ------ | -- | -- | - | ---- | ------- | --------------- | ------ |
| 1   | GM    | Ye Jiangchuan          | 2648 | CHN    | 13 | 9  | 4 | 17,5 | 26      | 2621            |        |
| 2   | GM    | Giorgi Katscheischwili | 2597 | GEO    | 3  | 2  | 1 | 4    | 6       | 2438            |        |
| 3   | GM    | Wu Shaobin             | 2510 | SIN    | 1  | 5  | 5 | 3,5  | 11      | 2257            |        |
| 4   | WGM   | Zhao Xue               | 2470 | CHN    | 11 | 10 | 7 | 16   | 28      | 2392            |        |
| 5   |       | Li Chao                | 2320 | CHN    | 5  | 6  | 2 | 8    | 13      | 2384            |        |
| 6   | GM    | Xie Jun                | 2573 | CHN    | 14 | 11 | 0 | 19,5 | 25      | 2472            |        |
| 7   | WGM   | Xu Yuanyuan            | 2418 | CHN    | 6  | 3  | 5 | 7,5  | 14      | 2169            |        |
| 8   | WGM   | Wang Yu                | 2373 | CHN    | 5  | 7  | 5 | 8,5  | 17      | 2240            |        |

## Hebei Tianwei School
| Nr. | Titel | Name            | Elo  | Nation | G  | R  | V  | Pkt. | Partien | Elo-Performance | Normen |
| --- | ----- | --------------- | ---- | ------ | -- | -- | -- | ---- | ------- | --------------- | ------ |
| 1   | GM    | Zhang Zhong     | 2608 | CHN    | 12 | 14 | 2  | 19   | 28      | 2557            |        |
| 2   | GM    | Peng Xiaomin    | 2590 | CHN    | 10 | 7  | 2  | 13,5 | 19      | 2636            |        |
| 3   | GM    | Zhang Pengxiang | 2616 | CHN    | 14 | 9  | 3  | 18,5 | 26      | 2518            |        |
| 4   |       | Qiu Tong        | 2263 | CHN    | 3  | 6  | 2  | 6    | 11      | 2199            |        |
| 5   |       | Xu Tong         | 2167 | CHN    | 5  | 13 | 10 | 11,5 | 28      | 2228            |        |
| 6   |       | Wang Doudou     | 2143 | CHN    | 8  | 10 | 10 | 13   | 28      | 2220            |        |

## Shanghai Jianqiao University
| Nr. | Titel | Name          | Elo  | Nation | G  | R  | V | Pkt. | Partien | Elo-Performance | Normen |
| --- | ----- | ------------- | ---- | ------ | -- | -- | - | ---- | ------- | --------------- | ------ |
| 1   | GM    | Ni Hua        | 2629 | CHN    | 13 | 11 | 4 | 18,5 | 28      | 2546            |        |
| 2   |       | Zhou Jianchao | 2494 | CHN    | 12 | 11 | 5 | 17,5 | 28      | 2490            |        |
| 3   | IM    | Qi Jingxuan   | 2434 | CHN    | 3  | 7  | 4 | 6,5  | 14      | 2410            |        |
| 4   | IM    | Lin Ta        | 2417 | CHN    | 4  | 6  | 4 | 7    | 14      | 2214            |        |
| 5   | WGM   | Qin Kanying   | 2472 | CHN    | 10 | 16 | 2 | 18   | 28      | 2367            |        |
| 6   | WGM   | Wang Pin      | 2393 | CHN    | 0  | 3  | 0 | 1,5  | 3       |                 |        |
| 7   |       | Ju Wenjun     | 2281 | CHN    | 8  | 9  | 8 | 12,5 | 25      | 2205            |        |

## Shandong Qilu Evening News
| Nr. | Titel | Name              | Elo  | Nation | G  | R  | V  | Pkt. | Partien | Elo-Performance | Normen |
| --- | ----- | ----------------- | ---- | ------ | -- | -- | -- | ---- | ------- | --------------- | ------ |
| 1   | GM    | Bu Xiangzhi       | 2632 | CHN    | 13 | 11 | 4  | 18,5 | 28      | 2554            |        |
| 2   | GM    | Zhao Jun          | 2521 | CHN    | 8  | 16 | 4  | 16   | 28      | 2421            |        |
| 3   | IM    | Tong Yuangmin     | 2510 | CHN    | 11 | 6  | 11 | 14   | 28      | 2313            |        |
| 4   | IM    | Almira Scripcenco | 2437 | FRA    | 3  | 10 | 0  | 8    | 13      | 2363            |        |
| 5   | WGM   | Natalja Schukowa  | 2479 | UKR    | 4  | 2  | 0  | 5    | 6       | 2410            |        |
| 6   |       | Zhou Min          | 2187 | CHN    | 3  | 3  | 3  | 4,5  | 9       | 2393            | WIM    |
| 7   | WFM   | Hou Yifan         | 2158 | CHN    | 15 | 10 | 3  | 20   | 28      | 2392            | WIM    |

## Jiangsu Netcom
| Nr. | Titel | Name                  | Elo  | Nation | G  | R  | V | Pkt. | Partien | Elo-Performance | Normen |
| --- | ----- | --------------------- | ---- | ------ | -- | -- | - | ---- | ------- | --------------- | ------ |
| 1   | GM    | Xu Yun                | 2582 | CHN    | 8  | 13 | 4 | 14,5 | 25      | 2470            |        |
| 2   | GM    | Muhammad al-Mudiyahki | 2569 | QAT    | 1  | 2  | 4 | 2    | 7       | 2283            |        |
| 3   | GM    | Wu Wenjin             | 2530 | CHN    | 10 | 10 | 6 | 15   | 26      | 2448            |        |
| 4   |       | Zhou Weiqi            | 2397 | CHN    | 8  | 13 | 5 | 14,5 | 26      | 2378            |        |
| 5   |       | Ruan Lufei            | 2366 | CHN    | 5  | 13 | 4 | 11,5 | 22      | 2356            | WIM    |
| 6   | WGM   | Gu Xiaobing           | 2331 | CHN    | 3  | 3  | 4 | 4,5  | 10      | 2050            |        |
| 7   |       | Shen Yang             | 2322 | CHN    | 17 | 5  | 2 | 19,5 | 24      | 2432            |        |

## Zhejiang Medicine
| Nr. | Titel | Name        | Elo  | Nation | G  | R  | V | Pkt. | Partien | Elo-Performance | Normen |
| --- | ----- | ----------- | ---- | ------ | -- | -- | - | ---- | ------- | --------------- | ------ |
| 1   | IM    | Lin Weiguo  | 2448 | CHN    | 5  | 12 | 9 | 11   | 26      | 2382            |        |
| 2   | IM    | Wang Wenhao | 2387 | CHN    | 5  | 9  | 8 | 9,5  | 22      | 2406            |        |
| 3   | FM    | Xu Yang     | 2366 | CHN    | 5  | 10 | 6 | 10   | 21      | 2345            |        |
| 4   |       | Lin Yi      | 2230 | CHN    | 7  | 4  | 4 | 9    | 15      | 2397            |        |
| 5   | GM    | Zhu Chen    | 2494 | CHN    | 6  | 10 | 0 | 11   | 16      | 2449            |        |
| 6   | WGM   | Xu Yuhua    | 2480 | CHN    | 14 | 9  | 2 | 18,5 | 25      | 2400            |        |
| 7   | WFM   | Ding Yixin  | 2263 | CHN    | 8  | 4  | 3 | 10   | 15      | 2277            |        |

## Guangdong
| Nr. | Titel | Name          | Elo  | Nation | G | R  | V | Pkt. | Partien | Elo-Performance | Normen |
| --- | ----- | ------------- | ---- | ------ | - | -- | - | ---- | ------- | --------------- | ------ |
| 1   | GM    | Liang Chong   | 2524 | CHN    | 7 | 11 | 3 | 12,5 | 21      | 2484            |        |
| 2   | GM    | Li Shilong    | 2526 | CHN    | 5 | 9  | 5 | 9,5  | 19      | 2366            |        |
| 3   | GM    | Yu Shaoteng   | 2506 | CHN    | 8 | 10 | 3 | 13   | 21      | 2399            |        |
| 4   |       | Cheng Xinkai  | 2356 | CHN    | 2 | 6  | 0 | 5    | 8       | 2266            |        |
| 5   | WGM   | Li Ruofan     | 2411 | CHN    | 9 | 9  | 2 | 13,5 | 20      | 2430            |        |
| 6   |       | Gong Qianyun  | 2350 | CHN    | 6 | 7  | 3 | 9,5  | 16      | 2247            |        |
| 7   | WIM   | Kuang Yinghui | 2282 | CHN    | 3 | 4  | 3 | 5    | 10      | 2071            |        |

## Tianjin
| Nr. | Titel | Name          | Elo  | Nation | G | R  | V | Pkt. | Partien | Elo-Performance | Normen |
| --- | ----- | ------------- | ---- | ------ | - | -- | - | ---- | ------- | --------------- | ------ |
| 1   | GM    | Wang Yue      | 2576 | CHN    | 9 | 12 | 2 | 15   | 23      | 2520            |        |
| 2   | FM    | Du Shan       | 2399 | CHN    | 8 | 10 | 5 | 13   | 23      | 2381            |        |
| 3   | FM    | Xie Jianjun   | 2391 | CHN    | 6 | 12 | 5 | 12   | 23      | 2308            |        |
| 4   | WGM   | Ning Chunhong | 2363 | CHN    | 5 | 10 | 8 | 10   | 23      | 2192            |        |
| 5   |       | Ding Linlin   | 2251 | CHN    | 8 | 7  | 8 | 11,5 | 23      | 2174            |        |

## Wenzhou Law School
| Nr. | Titel | Name                   | Elo  | Nation | G | R  | V | Pkt. | Partien | Elo-Performance | Normen |
| --- | ----- | ---------------------- | ---- | ------ | - | -- | - | ---- | ------- | --------------- | ------ |
| 1   | GM    | Surab Asmaiparaschwili | 2672 | GEO    | 8 | 8  | 0 | 12   | 16      | 2606            |        |
| 2   | GM    | Merab Gagunaschwili    | 2547 | GEO    | 2 | 4  | 1 | 4    | 7       | 2440            |        |
| 3   | GM    | Ye Rongguang           | 2472 | CHN    | 6 | 12 | 3 | 12   | 21      | 2428            |        |
| 4   | IM    | Wang Rui               | 2475 | CHN    | 7 | 9  | 5 | 11,5 | 21      | 2328            |        |
| 5   | FM    | Qian Yifu              | 2292 | CHN    | 2 | 1  | 1 | 2,5  | 4       |                 |        |
| 6   | WFM   | Liang Zhihua           | 2232 | CHN    | 8 | 6  | 7 | 11   | 21      | 2284            | WIM    |
| 7   | WIM   | Yu Ting                | 2228 | CHN    | 1 | 0  | 4 | 1    | 5       |                 |        |
| 8   |       | Wang Xiaohui           | 2180 | CHN    | 9 | 4  | 7 | 11   | 20      | 2259            |        |

## Chongqing Mobile
| Nr. | Titel | Name        | Elo  | Nation | G  | R  | V  | Pkt. | Partien | Elo-Performance | Normen |
| --- | ----- | ----------- | ---- | ------ | -- | -- | -- | ---- | ------- | --------------- | ------ |
| 1   | IM    | Wang Yaoyao | 2456 | CHN    | 8  | 8  | 7  | 12   | 23      | 2440            |        |
| 2   | FM    | Qiao Liang  | 2350 | CHN    | 5  | 16 | 2  | 13   | 23      | 2402            |        |
| 3   | FM    | Luo Wei     | 2302 | CHN    | 7  | 6  | 10 | 10   | 23      | 2236            |        |
| 4   | WIM   | Huang Qian  | 2395 | CHN    | 12 | 8  | 3  | 16   | 23      | 2411            | WGM    |
| 5   | WGM   | Tian Tian   | 2303 | CHN    | 7  | 11 | 2  | 12,5 | 20      | 2239            |        |
| 6   |       | Tan Zhongyi | 2276 | CHN    | 0  | 0  | 3  | 0    | 3       |                 |        |

## Wuxi Tiancheng Real Estate
| Nr. | Titel | Name          | Elo  | Nation | G  | R  | V  | Pkt. | Partien | Elo-Performance | Normen |
| --- | ----- | ------------- | ---- | ------ | -- | -- | -- | ---- | ------- | --------------- | ------ |
| 1   |       | Lin Chen      | 2332 | CHN    | 7  | 6  | 10 | 10   | 23      | 2382            |        |
| 2   |       | Li Bo         | 2319 | CHN    | 5  | 12 | 5  | 11   | 22      | 2390            |        |
| 3   |       | Shen Siyuan   | 2232 | CHN    | 2  | 0  | 0  | 2    | 2       |                 |        |
| 4   |       | Ji Dan        | 2226 | CHN    | 8  | 12 | 2  | 14   | 22      | 2408            |        |
| 5   |       | Pan Qian      | 2196 | CHN    | 8  | 6  | 9  | 11   | 23      | 2265            | WIM    |
| 6   |       | Zhang Xiaowen | 2191 | CHN    | 10 | 5  | 8  | 12,5 | 23      | 2212            |        |

## Shenzhen Shirble
| Nr. | Titel | Name           | Elo  | Nation | G | R  | V | Pkt. | Partien | Elo-Performance | Normen |
| --- | ----- | -------------- | ---- | ------ | - | -- | - | ---- | ------- | --------------- | ------ |
| 1   | GM    | Wang Zili      | 2501 | CHN    | 3 | 15 | 5 | 10,5 | 23      | 2389            |        |
| 2   | GM    | Liang Jinrong  | 2467 | CHN    | 4 | 18 | 1 | 13   | 23      | 2398            |        |
| 3   |       | Xiu Deshun     | 2343 | CHN    | 6 | 10 | 7 | 11   | 23      | 2278            |        |
| 4   | IM    | Anna Zatonskih | 2435 | USA    | 2 | 4  | 0 | 4    | 6       | 2259            |        |
| 5   | GM    | Peng Zhaoqin   | 2392 | NED    | 5 | 5  | 2 | 7,5  | 12      | 2349            |        |
| 6   | WFM   | Guo Yun        | 2291 | CHN    | 1 | 2  | 2 | 2    | 5       | 2247            |        |
| 7   |       | Liu Pei        | 2290 | CHN    | 7 | 8  | 8 | 11   | 23      | 2188            |        |

## Shandong international
| Nr. | Titel | Name           | Elo  | Nation | G | R | V | Pkt. | Partien | Elo-Performance | Normen |
| --- | ----- | -------------- | ---- | ------ | - | - | - | ---- | ------- | --------------- | ------ |
| 1   | FM    | Wei Chenpeng   | 2406 | CHN    | 3 | 8 | 7 | 7    | 18      | 2324            |        |
| 2   |       | Wen Yang       | 2327 | CHN    | 8 | 6 | 4 | 11   | 18      | 2409            |        |
| 3   |       | Liu Qingnan    | 2322 | CHN    | 2 | 4 | 7 | 4    | 13      | 2142            |        |
| 4   | WGM   | Wang Lei       | 2484 | CHN    | 1 | 2 | 2 | 2    | 5       |                 |        |
| 5   | IM    | Irina Krush    | 2455 | USA    | 1 | 2 | 2 | 2    | 5       | 2283            |        |
| 6   | WIM   | Wera Nebolsina | 2302 | RUS    | 7 | 4 | 2 | 9    | 13      | 2324            |        |
| 7   |       | An Zhixiao     | 2141 | CHN    | 8 | 4 | 6 | 10   | 18      | 2200            |        |

## Heilongjiang Pharmaceuticals
| Nr. | Titel | Name         | Elo  | Nation | G | R | V | Pkt. | Partien | Elo-Performance | Normen |
| --- | ----- | ------------ | ---- | ------ | - | - | - | ---- | ------- | --------------- | ------ |
| 1   |       | Wang Hao     | 2484 | CHN    | 9 | 8 | 1 | 13   | 18      | 2558            | IM     |
| 2   | IM    | Li Wenliang  | 2422 | CHN    | 3 | 6 | 8 | 6    | 17      | 2223            |        |
| 3   | FM    | Wu Xibin     | 2390 | CHN    | 5 | 5 | 6 | 7,5  | 16      | 2272            |        |
| 4   | FM    | Kang Chuanqi | 2327 | CHN    | 0 | 2 | 1 | 1    | 3       |                 |        |
| 5   | WIM   | Zhang Jilin  | 2336 | CHN    | 4 | 8 | 6 | 8    | 18      | 2208            |        |
| 6   | WFM   | Chen Jing    | 2195 | CHN    | 0 | 0 | 2 | 0    | 2       |                 |        |
| 7   | WFM   | Yang Ning    | 2164 | CHN    | 7 | 3 | 6 | 8,5  | 16      | 2176            |        |

## Hubei
| Nr. | Titel | Name          | Elo  | Nation | G  | R | V | Pkt. | Partien | Elo-Performance | Normen |
| --- | ----- | ------------- | ---- | ------ | -- | - | - | ---- | ------- | --------------- | ------ |
| 1   |       | Wu Kaiyu      | 2294 | CHN    | 6  | 4 | 8 | 8    | 18      | 2367            |        |
| 2   |       | Xu Hanbing    | 2290 | CHN    | 5  | 9 | 4 | 9,5  | 18      | 2342            |        |
| 3   |       | Li Haoyu      | 2280 | CHN    | 10 | 4 | 4 | 12   | 18      | 2354            |        |
| 4   |       | Liu Xiangling | 2223 | CHN    | 6  | 4 | 8 | 8    | 18      | 2207            |        |
| 5   |       | Sun Yinan     | 2171 | CHN    | 3  | 7 | 8 | 6,5  | 18      | 2020            |        |

## Tianjin Summer team
| Nr. | Titel | Name         | Elo  | Nation | G | R | V  | Pkt. | Partien | Elo-Performance | Normen |
| --- | ----- | ------------ | ---- | ------ | - | - | -- | ---- | ------- | --------------- | ------ |
| 1   |       | Yu Lie       | 2328 | CHN    | 2 | 7 | 9  | 5,5  | 18      | 2267            |        |
| 2   |       | Zhang Ziyang | 2209 | CHN    | 9 | 6 | 3  | 12   | 18      | 2464            | IM     |
| 3   |       | Tang Yuchen  |      | CHN    | 1 | 1 | 2  | 1,5  | 4       |                 |        |
| 4   |       | Li Hanbing   |      | CHN    | 2 | 1 | 11 | 2,5  | 14      | 2032            |        |
| 5   |       | Yu Moqi      |      | CHN    | 4 | 2 | 12 | 5    | 18      | 2127            |        |
| 6   |       | Wang Xinyue  | 1978 | CHN    | 4 | 5 | 9  | 6,5  | 18      | 2033            |        |

## Sichuan
| Nr. | Titel | Name        | Elo  | Nation | G | R | V  | Pkt. | Partien | Elo-Performance | Normen |
| --- | ----- | ----------- | ---- | ------ | - | - | -- | ---- | ------- | --------------- | ------ |
| 1   | FM    | Chen Fan    | 2354 | CHN    | 2 | 8 | 8  | 6    | 18      | 2282            |        |
| 2   | FM    | Yuan Jun    | 2306 | CHN    | 2 | 5 | 11 | 4,5  | 18      | 2137            |        |
| 3   |       | Sun Chuyao  | 2224 | CHN    | 5 | 7 | 4  | 8,5  | 16      | 2270            |        |
| 4   |       | Wang Li     |      | CHN    | 1 | 1 | 0  | 1,5  | 2       |                 |        |
| 5   | WIM   | Zhao Lan    | 2187 | CHN    | 2 | 4 | 11 | 4    | 17      | 2029            |        |
| 6   |       | Lou Hongyou | 2146 | CHN    | 1 | 1 | 6  | 1,5  | 8       | 1915            |        |
| 7   |       | He Jingyang |      | CHN    | 3 | 2 | 6  | 4    | 11      | 2063            |        |

## Qingdao School
| Nr. | Titel | Name        | Elo  | Nation | G | R | V  | Pkt. | Partien | Elo-Performance | Normen |
| --- | ----- | ----------- | ---- | ------ | - | - | -- | ---- | ------- | --------------- | ------ |
| 1   |       | Gao Rui     |      | CHN    | 1 | 1 | 16 | 1,5  | 18      | 2033            |        |
| 2   |       | Ding Yilun  |      | CHN    | 1 | 1 | 16 | 1,5  | 18      | 1968            |        |
| 3   |       | Chen Peng   |      | CHN    | 2 | 4 | 11 | 4    | 17      | 2052            |        |
| 4   |       | Li Yingkai  | 2164 | CHN    | 0 | 0 | 1  | 0    | 1       |                 |        |
| 5   |       | Wang Yu     | 2109 | CHN    | 2 | 0 | 13 | 2    | 15      | 1924            |        |
| 6   |       | Sun Xinyue  |      | CHN    | 2 | 2 | 11 | 3    | 15      | 1929            |        |
| 7   |       | Ding Ruihen |      | CHN    | 0 | 1 | 5  | 0,5  | 6       | 1806            |        |

## Macao
| Nr. | Titel | Name           | Elo | Nation | G | R | V  | Pkt. | Partien | Elo-Performance | Normen |
| --- | ----- | -------------- | --- | ------ | - | - | -- | ---- | ------- | --------------- | ------ |
| 1   |       | Mai Jiongqi    |     | MAC    | 0 | 0 | 18 | 0    | 18      | 1646            |        |
| 2   |       | Chen Xueshen   |     | MAC    | 0 | 0 | 6  | 0    | 6       | 1546            |        |
| 3   |       | Huang Qiming   |     | MAC    | 0 | 0 | 6  | 0    | 6       | 1609            |        |
| 4   |       | Ou Wenjie      |     | MAC    | 0 | 0 | 12 | 0    | 12      | 1496            |        |
| 5   |       | Mai Dongjun    |     | MAC    | 0 | 0 | 12 | 0    | 12      | 1419            |        |
| 6   |       | Mai Feifei     |     | MAC    | 0 | 0 | 6  | 0    | 6       | 1522            |        |
| 7   |       | Lin Baobao     |     | MAC    | 0 | 0 | 12 | 0    | 12      | 1468            |        |
| 8   |       | Liang Xiaoning |     | MAC    | 0 | 0 | 12 | 0    | 12      | 1379            |        |